# Acton Green (Londres)
Acton Green es un barrio residencial situado en Chiswick y en el distrito londinense de Ealing, en el oeste de Londres (Inglaterra). Recibe su nombre por el cercano parque común de Acton Green. En su día, había en este barrio muchas pequeñas lavanderías, por lo que era conocido como "Soapsuds Island" ("la isla de las espumas de jabón").

## Historia

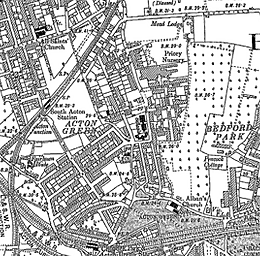
Acton Green en el mapa de Ordnance Survey de 1894

El parque público de Acton Green Common linda con Chiswick Back Common; antes de que estuvieran divididas por el terraplén del ferrocarril de las líneas District y Piccadilly,  ambas formaban parte del campo de batalla de la Guerra Civil Inglesa de la batalla de Turnham Green. 
South Acton, especialmente el distrito de Acton Green, fue famoso en otro tiempo por sus lavanderías y era conocido como la "isla Soapsuds" ("la isla de las espumas de jabón").  En 1873 había unas 60 lavanderías, que aumentaron a más de 170 en 1890, y la mayor parte del lavado se hacía a mano. El censo de 1901 registró como trabajadores de lavandería a 568 hombres y 2.448 mujeres. El número de lavanderías se redujo a 50 en 1956, para entonces todas automatizadas: seguía siendo la mayor concentración de este tipo de empresas en Gran Bretaña en ese momento.  El negocio apoyaba a las industrias ligeras que producían artículos de lavandería, como cestos, cestos para la ropa sucia, rodillos, lavadoras, tinas y escurridores. 

Mirando hacia el este del terreno común se halla St Michael and All Angels, Bedford Park; éste y The Tabard Inn, que se encuentra frente a él al otro lado de Bath Road, fueron construidos en 1880.   El mapa de Ordnance Survey de 1894 muestra Acton Green delimitado al oeste por líneas de ferrocarril y al este por el límite de Bedford Park; en ese momento, tanto el oeste de Bedford Park como el este de Acton Green estaban formados por huertos. 

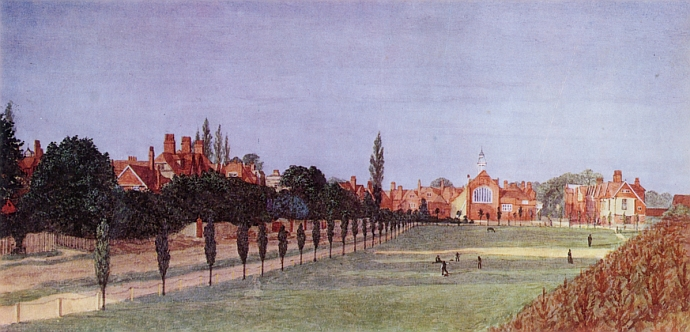
Pintura, mirando hacia el este, de Acton Green común a St Michael's y The Tabard Inn por Federico Hamilton Jackson, 1882. El desarrollo deParque Bedfordde la época victoriana está a la izquierda, el terraplén delmetro de londresa la derecha.

## Alojamiento
La mayor parte de las viviendas de Acton Green se encuentran al noroeste del terreno común; al este está el área de Bedford Park, desarrollada especulativamente como un lugar para artistas al mismo tiempo que St Michael's y The Tabard.  Anteriormente había numerosas tiendas pequeñas en el centro de Acton Green en Cunnington Street y Kingswood Road. Entre ellos se había pastelerías, tiendas de pescado y patatas fritas, tiendas de comestibles y tiendas sin licencia. En la zona también había una variedad de escuelas, ahora todas cerradas. 

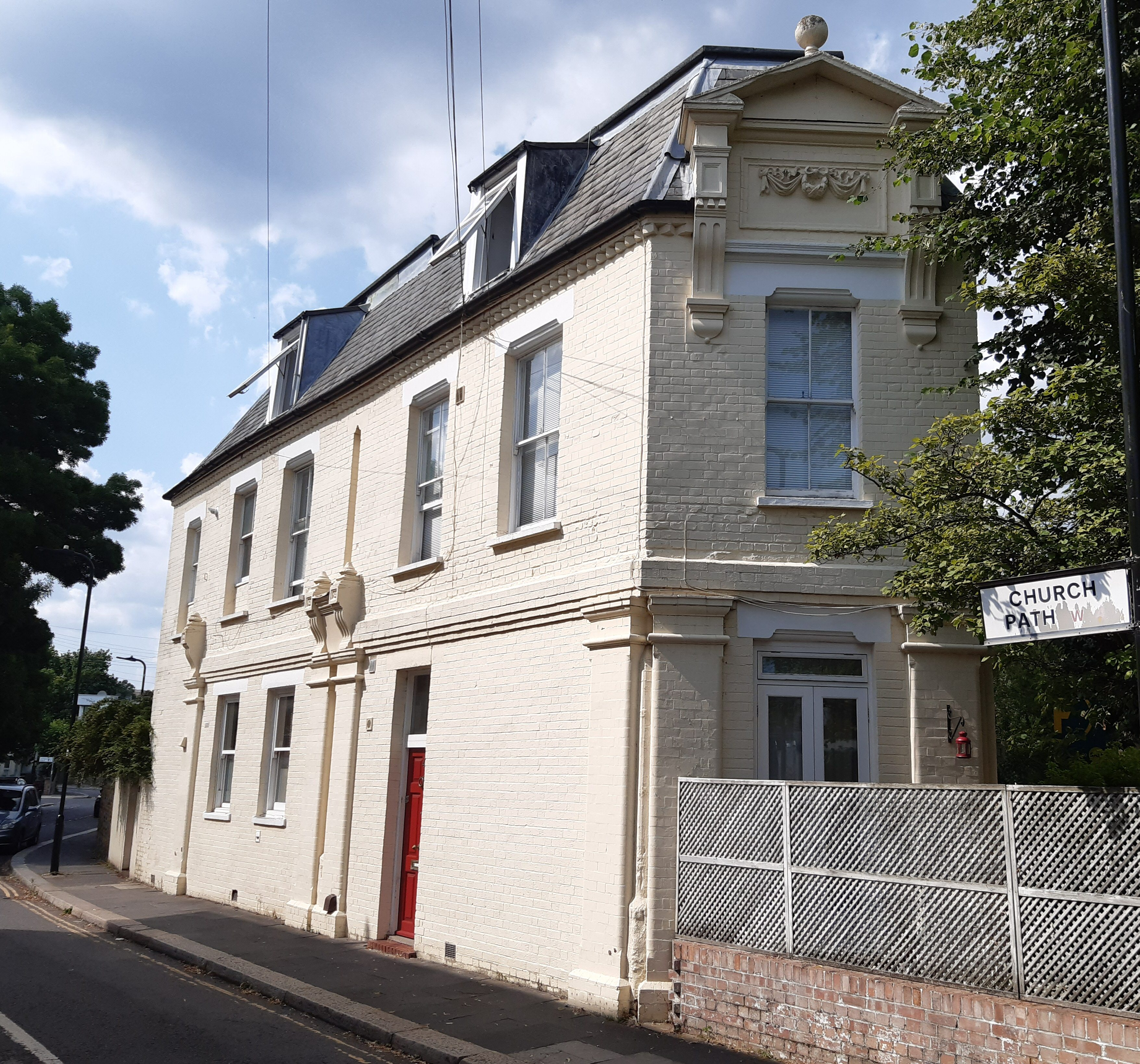
Una casa de esquina con frontón final y botín, Church Path
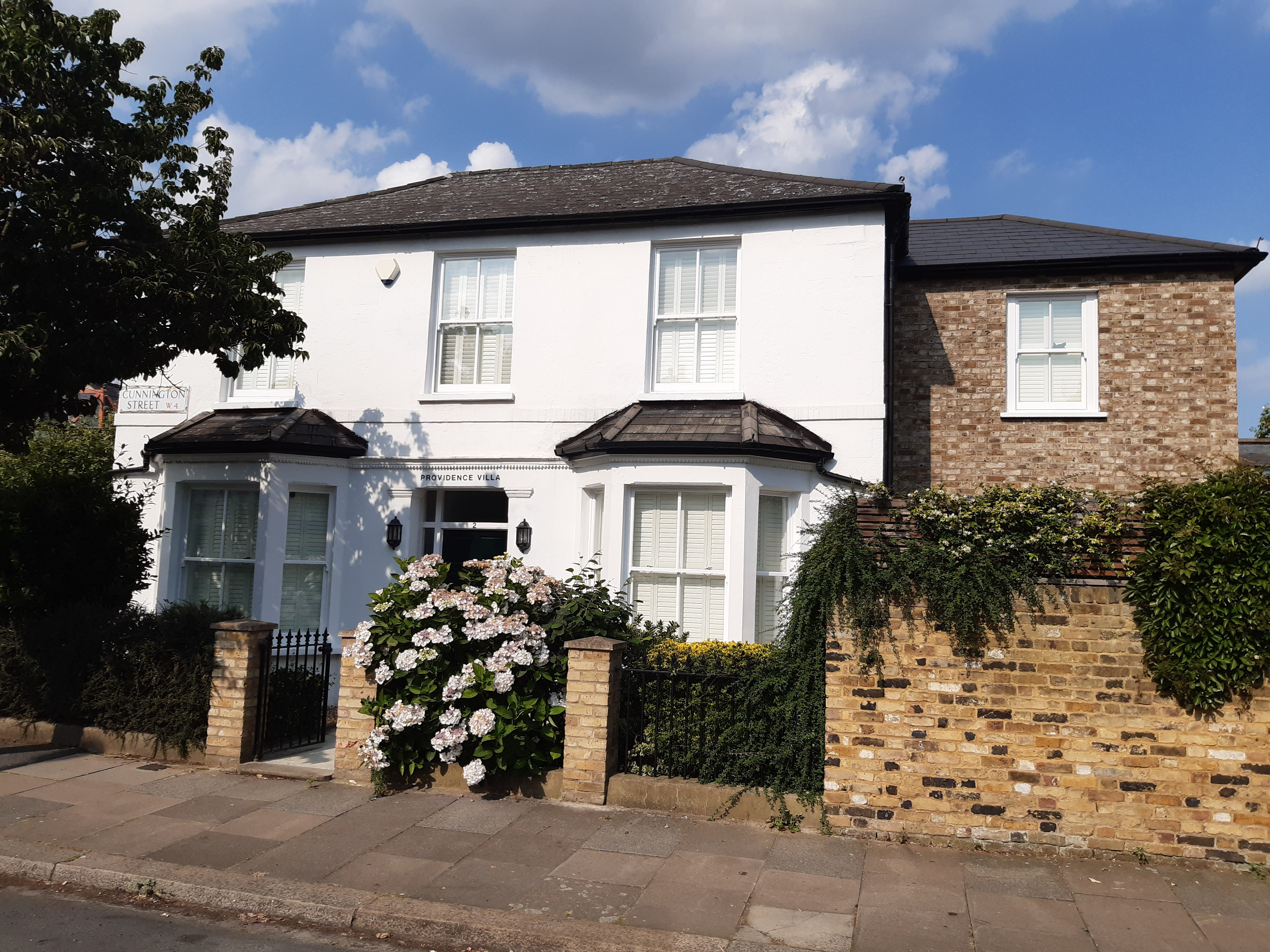
Providence Villa, Cunnington Street
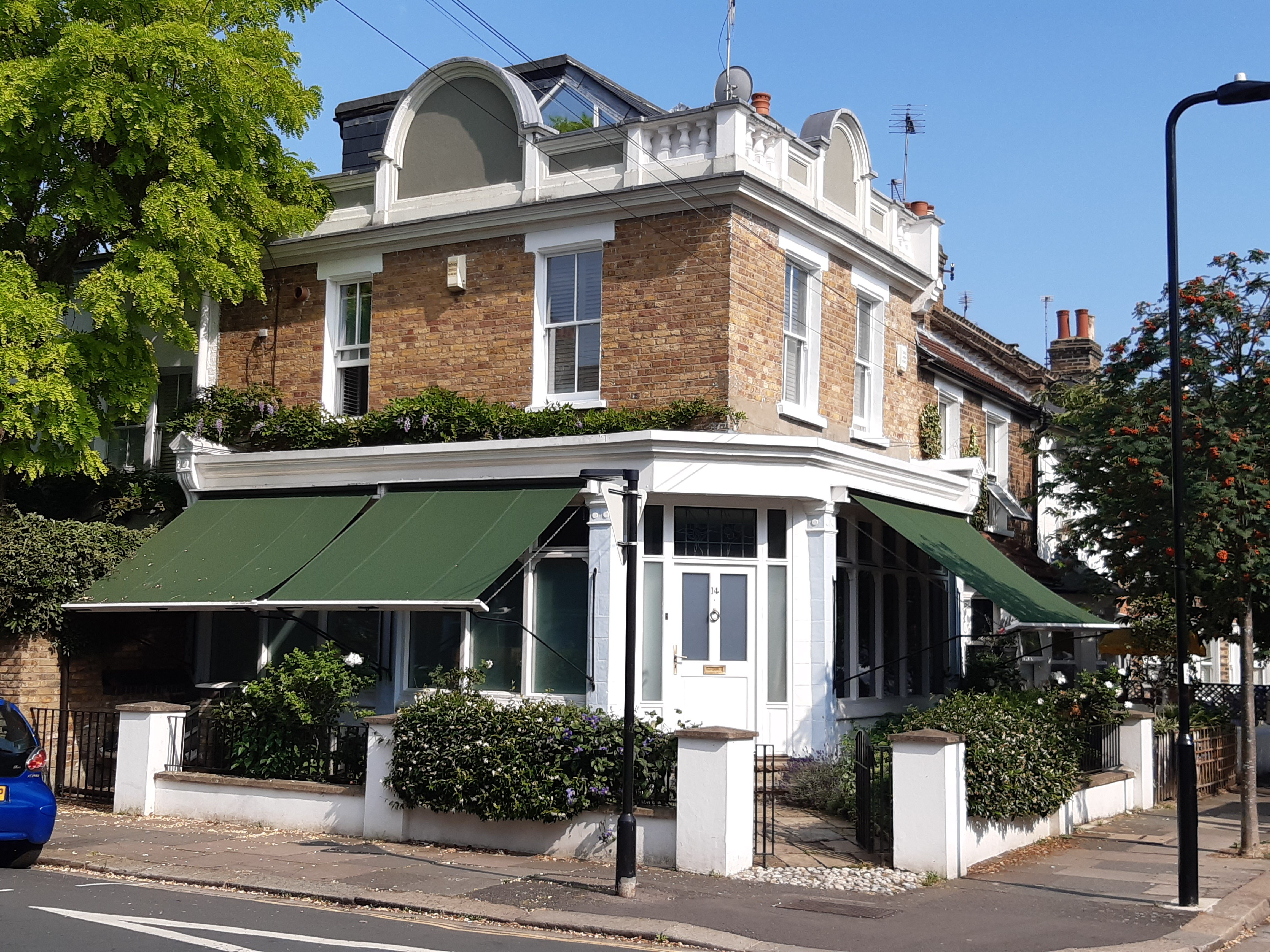
Una antigua tienda de la esquina, Antrobus Road
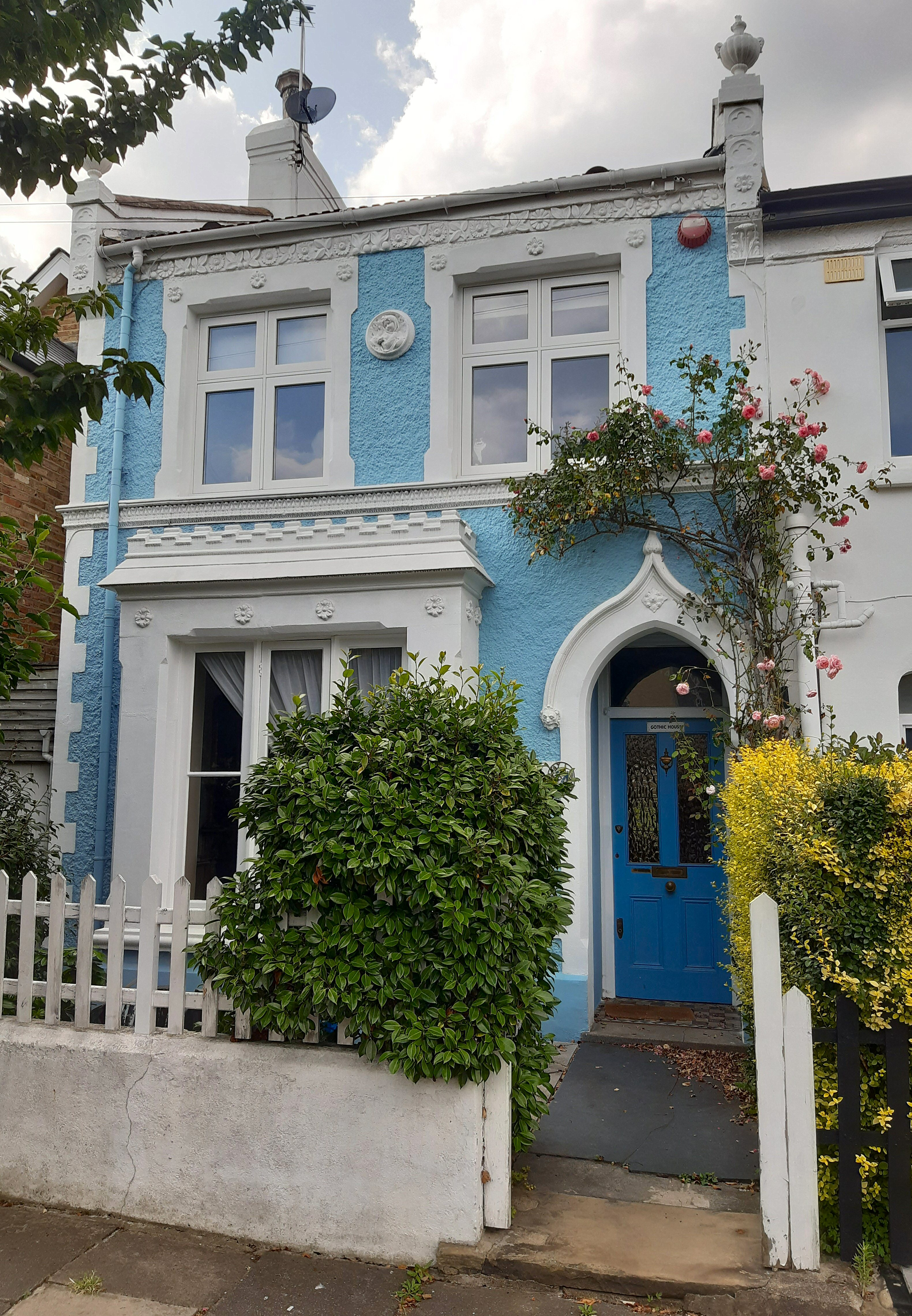
The Gothic House, Rothschild Road
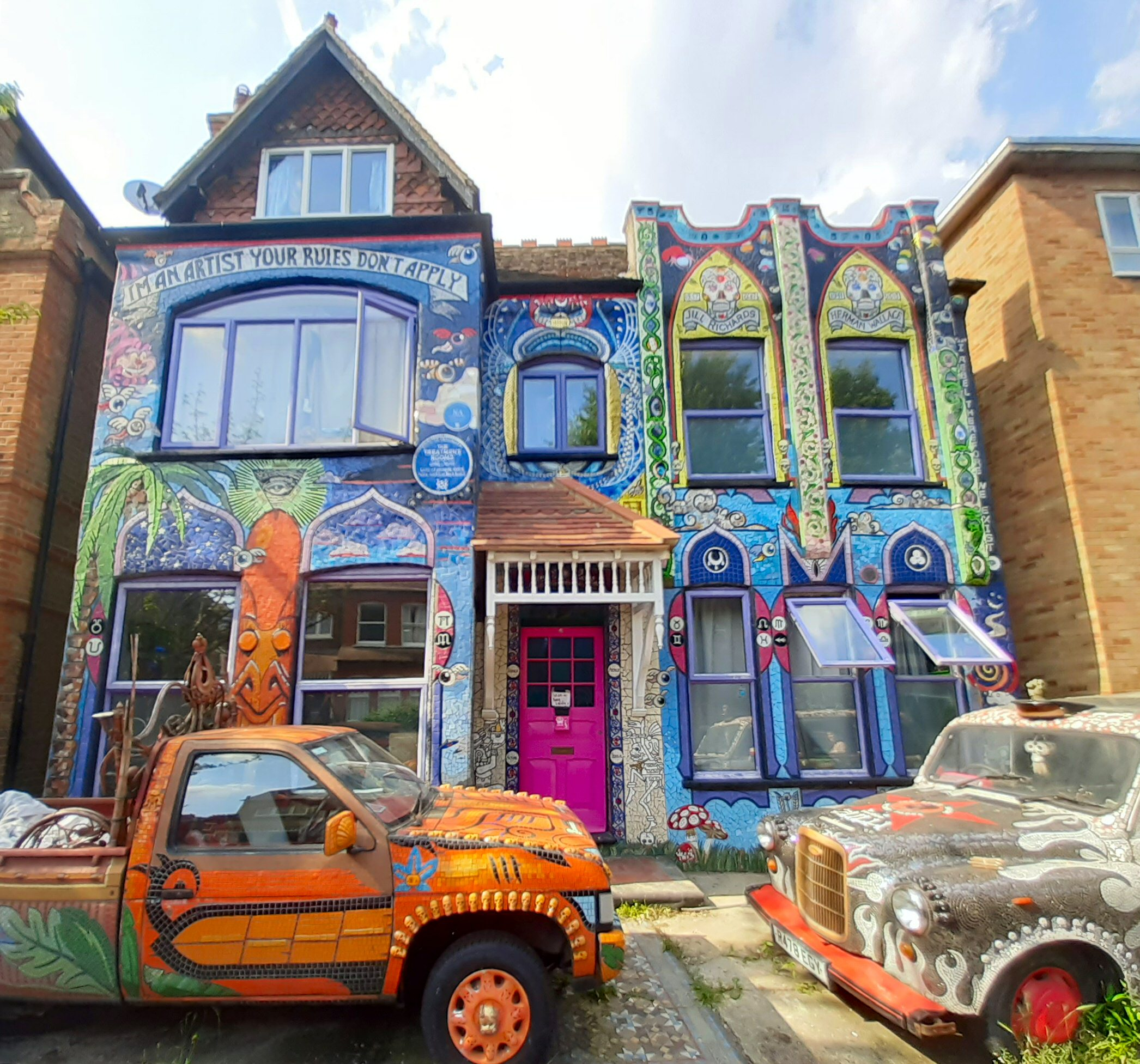
The Mosaic House, Fairlawn Grove
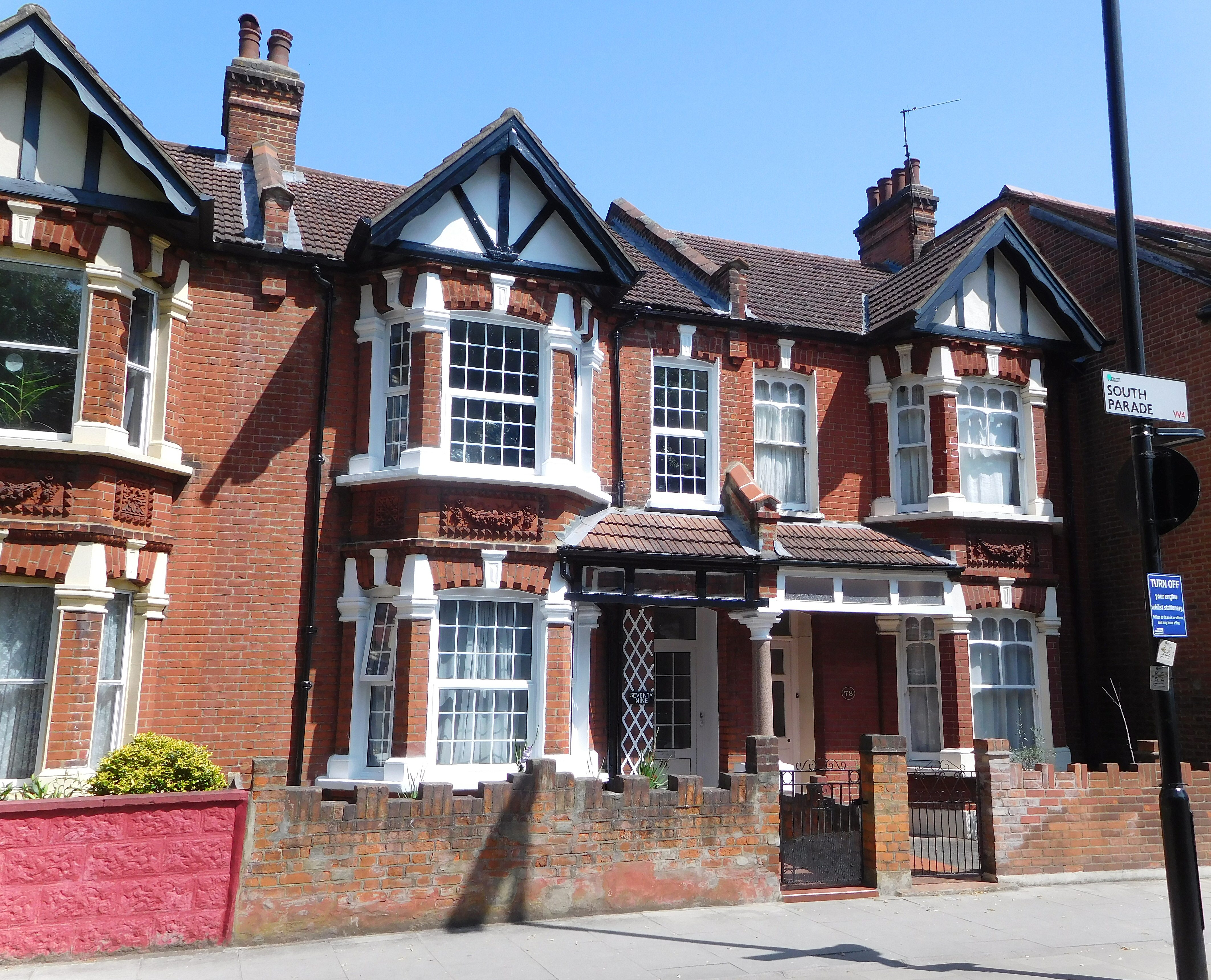
Casas adosadas de ladrillo rojo, South Parade
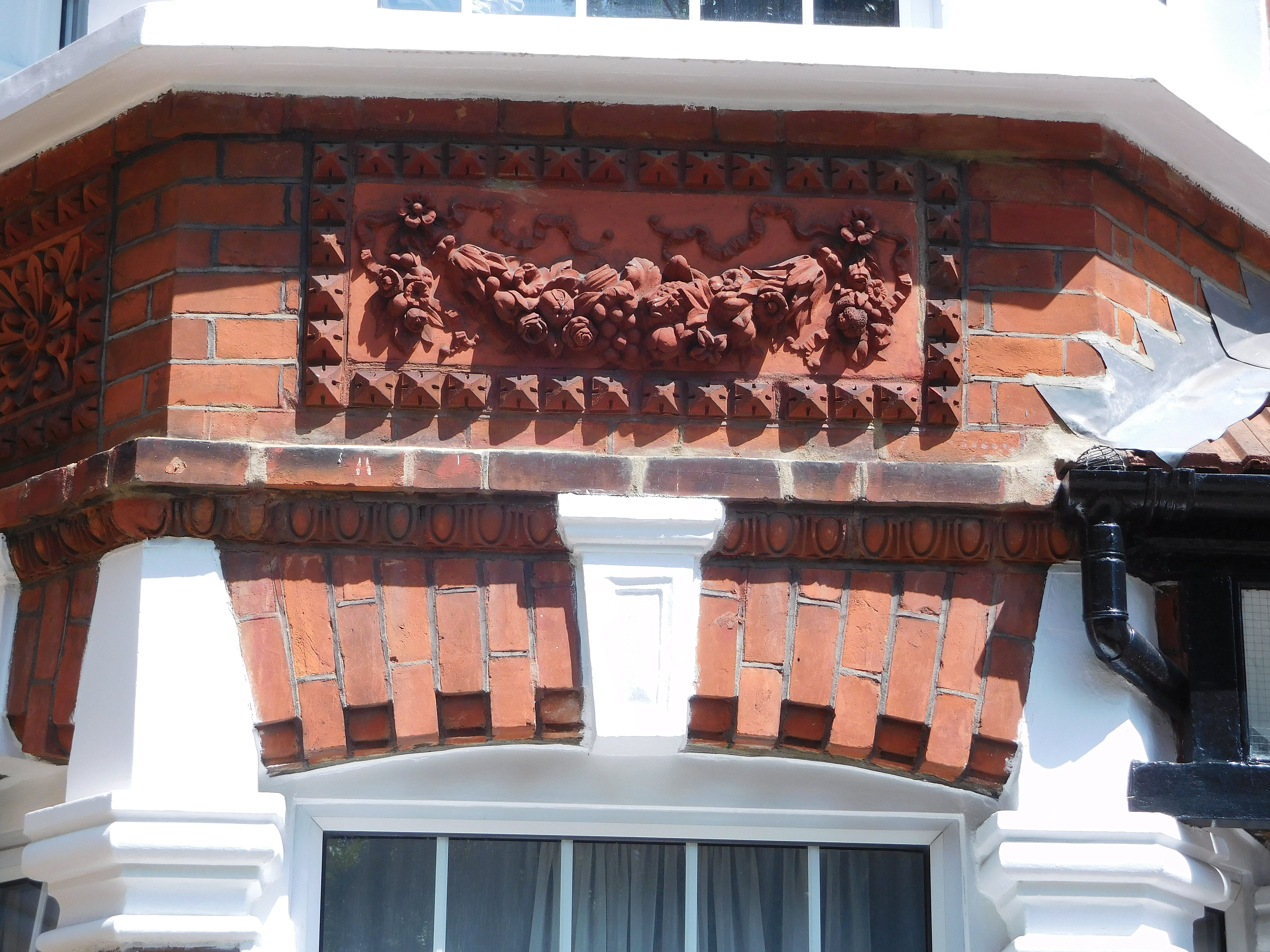
Botín decorativo, South Parade

## Iglesia de San Albano
En el lado norte del terreno común, frente a South Parade, se encuentra la iglesia de San Albano, construida en la época victoriana en estilo neogótico, con ladrillo rojo y revestimientos de piedra, por Edward Monson Jr. Fue inaugurada en 1888 y en la actualidad es considerada el núclo de la zona de Acton Green que debe ser protegida: de hecho, el edificio de la iglesia está catalogado como Grado II. La vicaría cercana utiliza los mismos marcos de ventanas y parteluces de ladrillo rojo y piedra.    

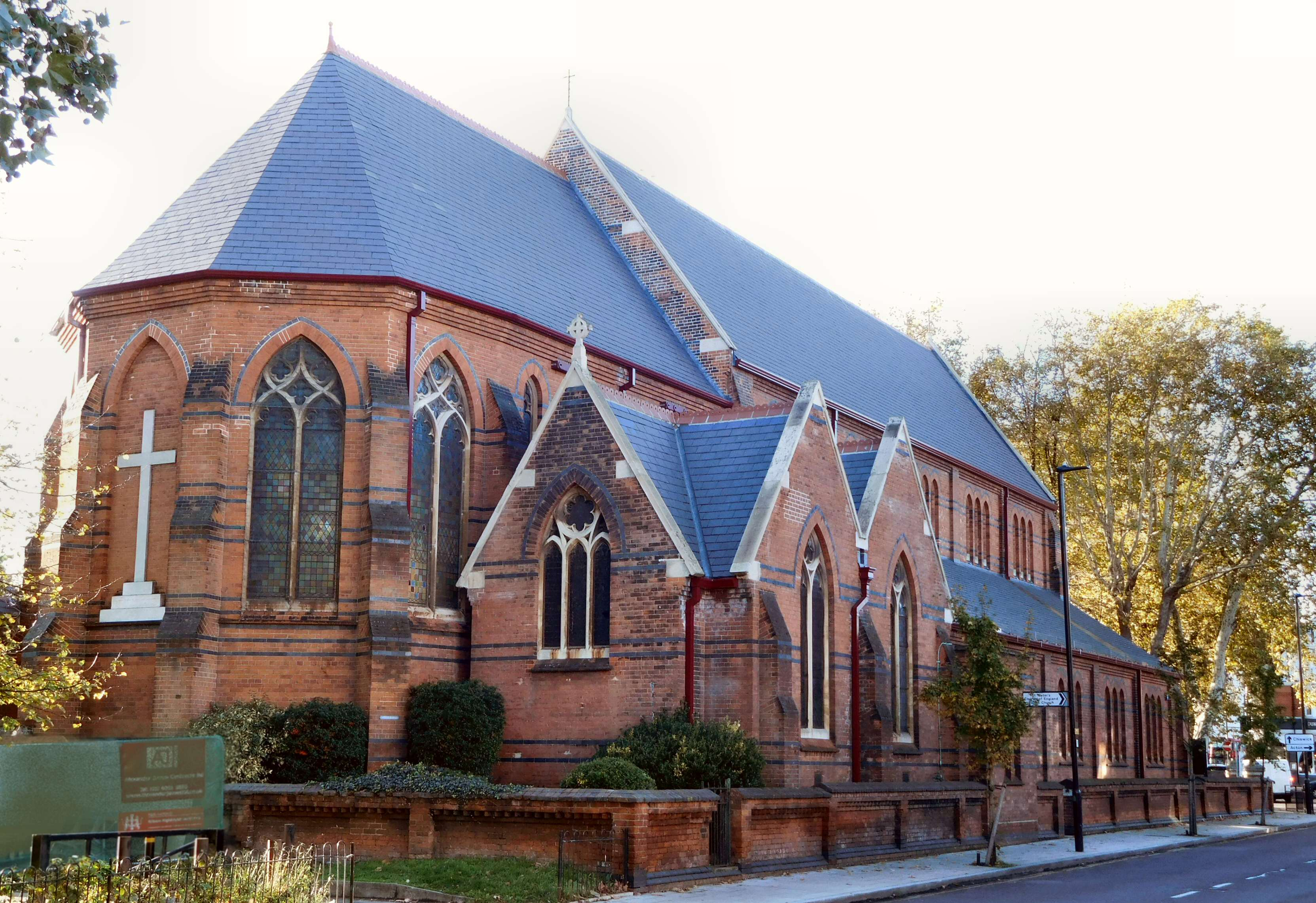
Iglesia de San Alban, inaugurada en 1888
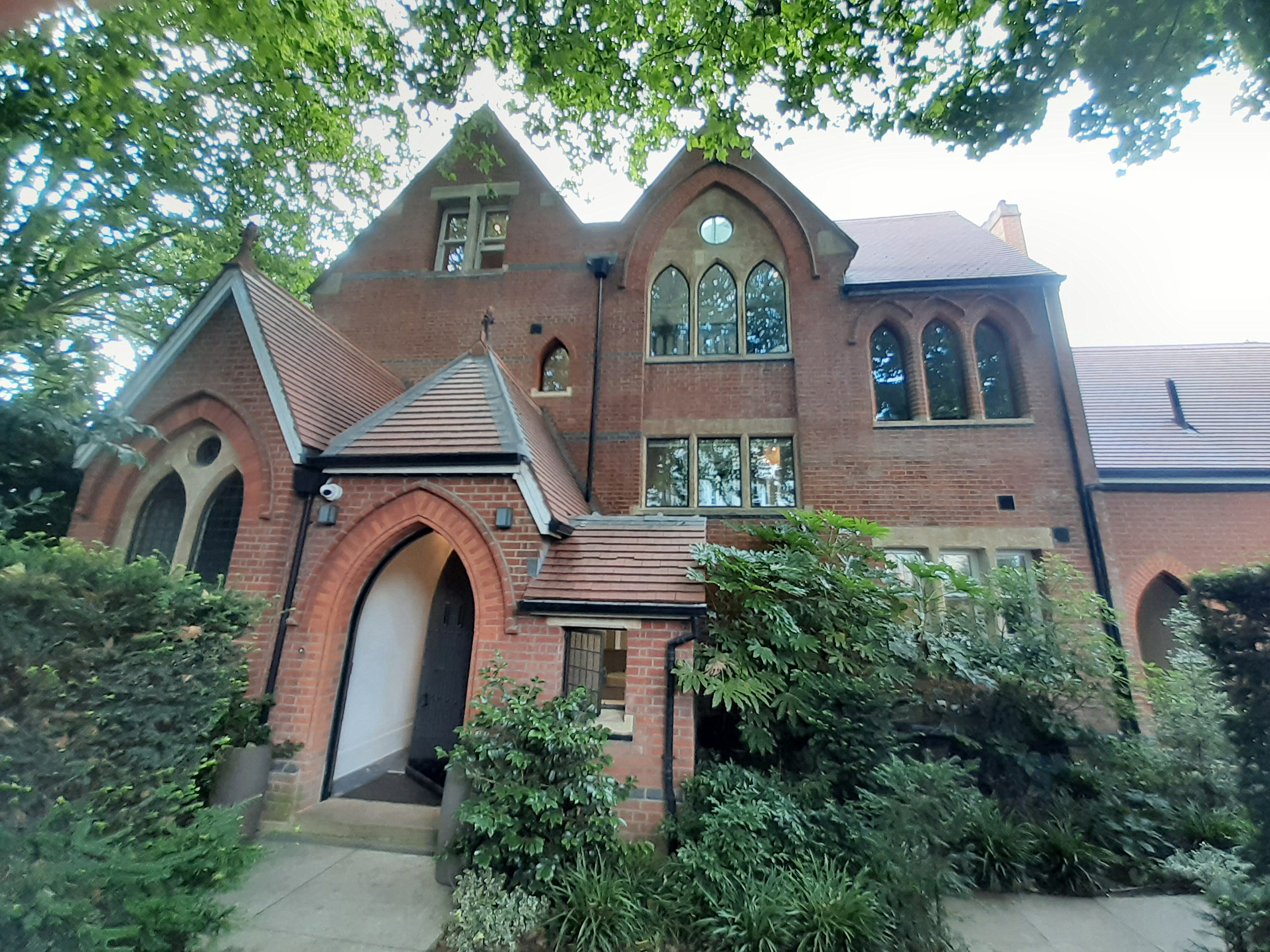
Old Vicarage, South Parade, que comparte modismos arquitectónicos con su iglesia

## Lado oeste de lo común
Frente al oeste del área común se encuentran las mansiones del Fairlawn Court, de ladrillo rojo de cuatro pisos, catalogadas localmente y construidas alrededor de 1900. Justo al norte se encuentran los apartamentos de tipo loft de Chiswick Green Studios, una "conversión moderna"  de un grupo de edificios industriales.  Los edificios de los años 1930 y 1950 fueron la fábrica de componentes electrónicos militares de Evershed & Vignoles. Se reconvirtieron en apartamentos, algunos de ellos en nuevos áticos gracias a la adición de un techo curvo. Un tercer edificio conservó sólo la estructura original y se convirtió en apartamentos más baratos "estilo loft". 

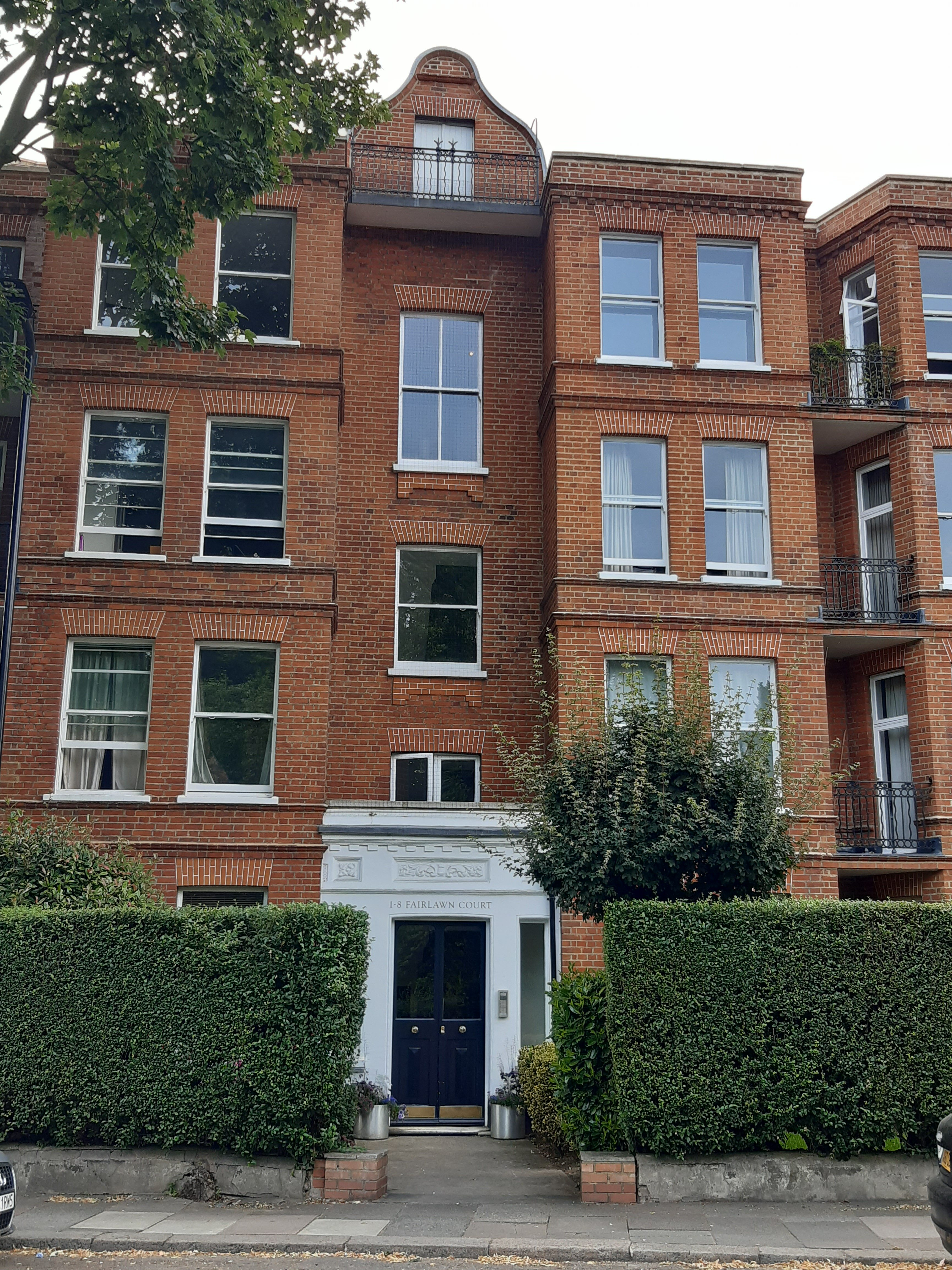
Detalle de Fairlawn Court, Acton Lane
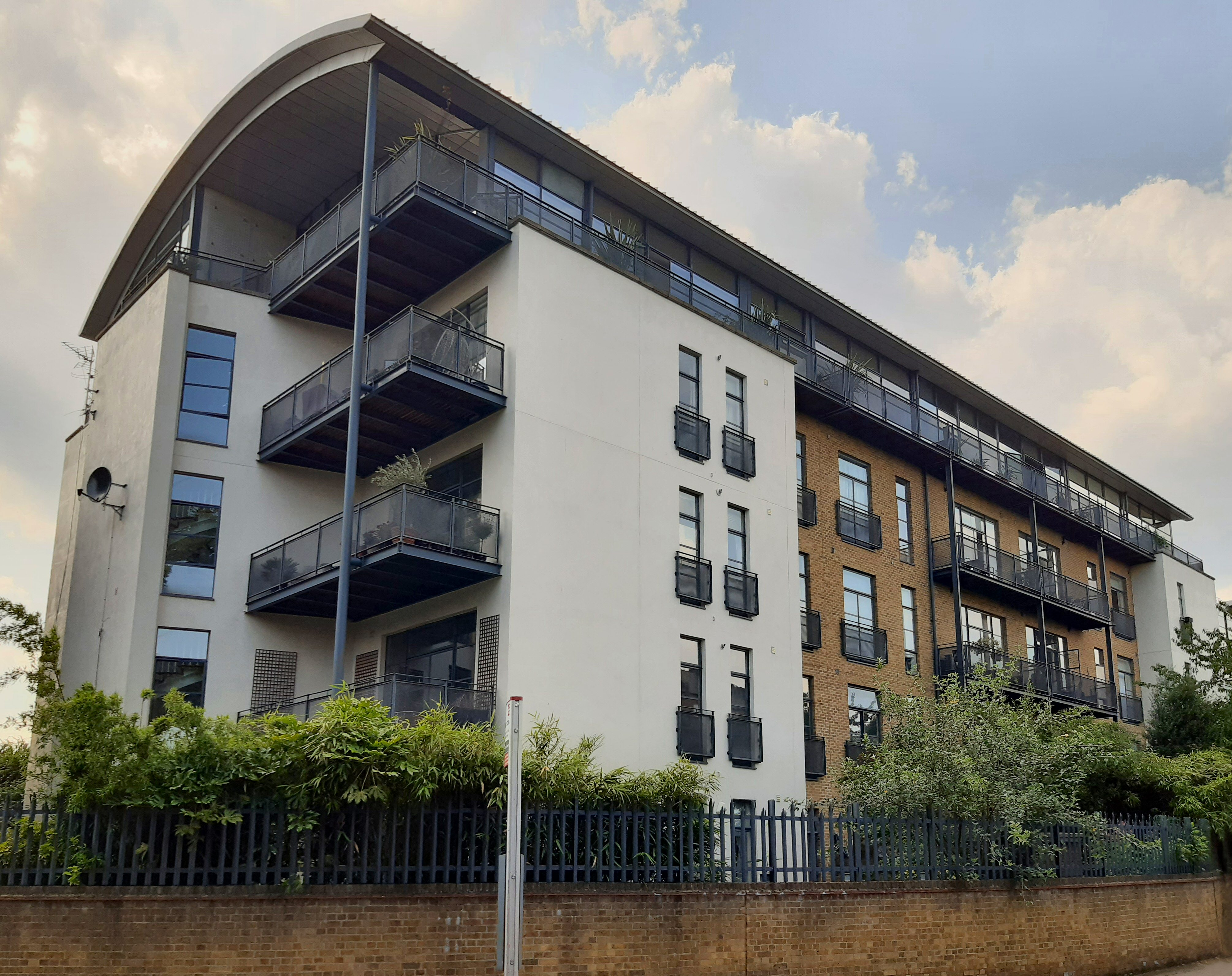
Chiswick Green Studios, anteriormente una fábrica deEvershed y Vignoles

## Casas públicas

### Duque de Sussex
Cerca de allí, frente al norte del terreno común, se encuentra la taberna del Duque de Sussex, construida en 1898; reemplazó a una cervecería anterior fundada en 1842.  El edificio actual "elaboradamente decorado"  fue diseñado por los arquitectos de pubs Shoebridge & Rising y está catalogado como Grado II. Tiene dos plantas, con ventanas abuhardilladas para el ático y los sótanos debajo. La fachada principal mira al este hacia Beaconsfield Road, con tres tramos, dos de ellos con buhardillas, separados por una pequeña ventana de media caña de Diocleciano, y el tercero una extensión para albergar las cocinas y la escalera. Las paredes están cubiertas de estuco blanco, y el primer piso está adornado con azulejos rojos planos.   Las ventanas del primer piso y del ático debajo de las buhardillas son "miradores de Ipswich" bajo de cornisas ornamentales. La zona del bar de la planta baja tiene grandes ventanas arqueadas y una elaborada entrada en esquina; la puerta del norte está adornada con rejas ornamentales. Sobreviven partes de la partición interior original, lo que proporciona "un interior de pub inusualmente rico de principios del siglo XX". 

Taberna del duque de Sussex, 1898
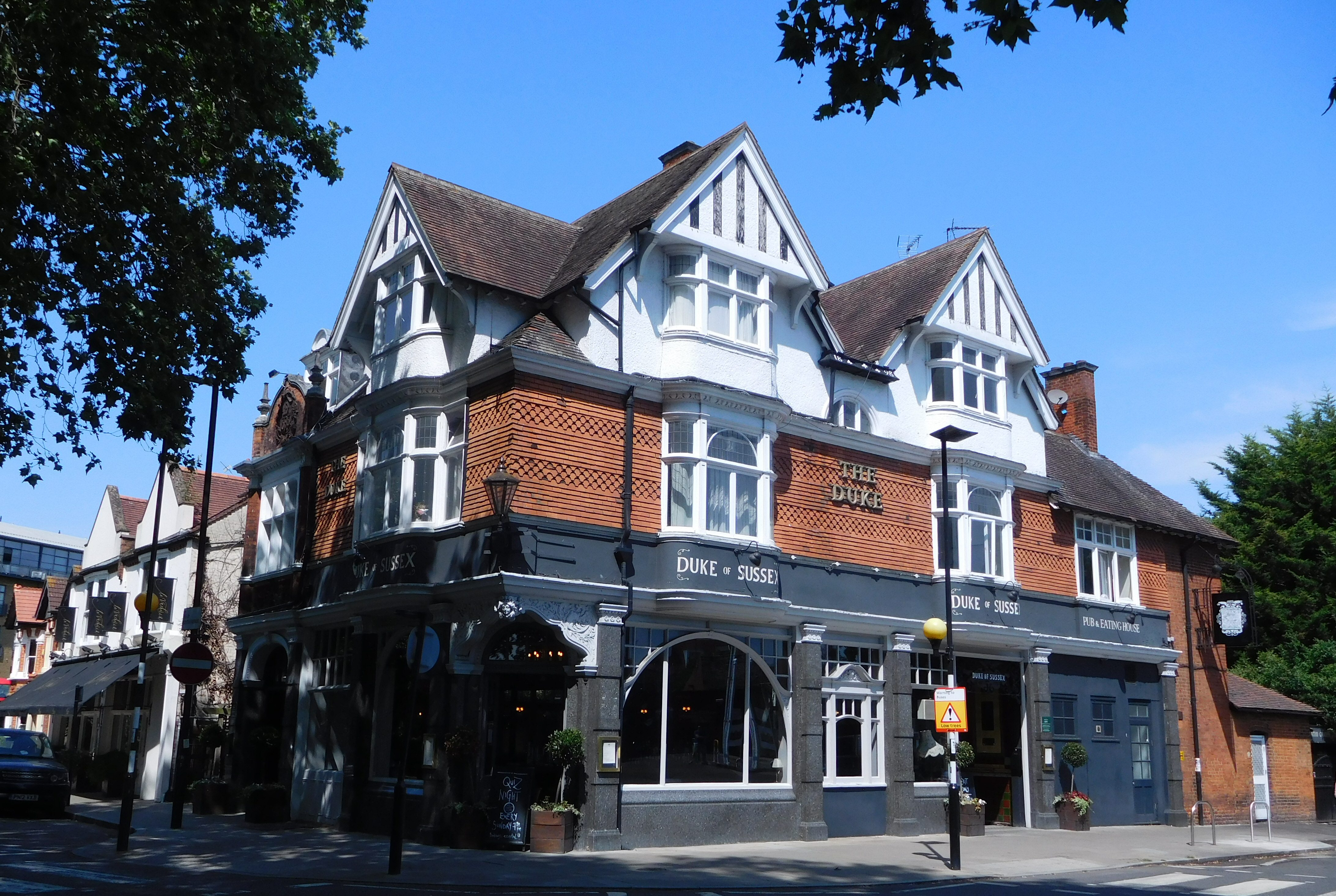
Exterior
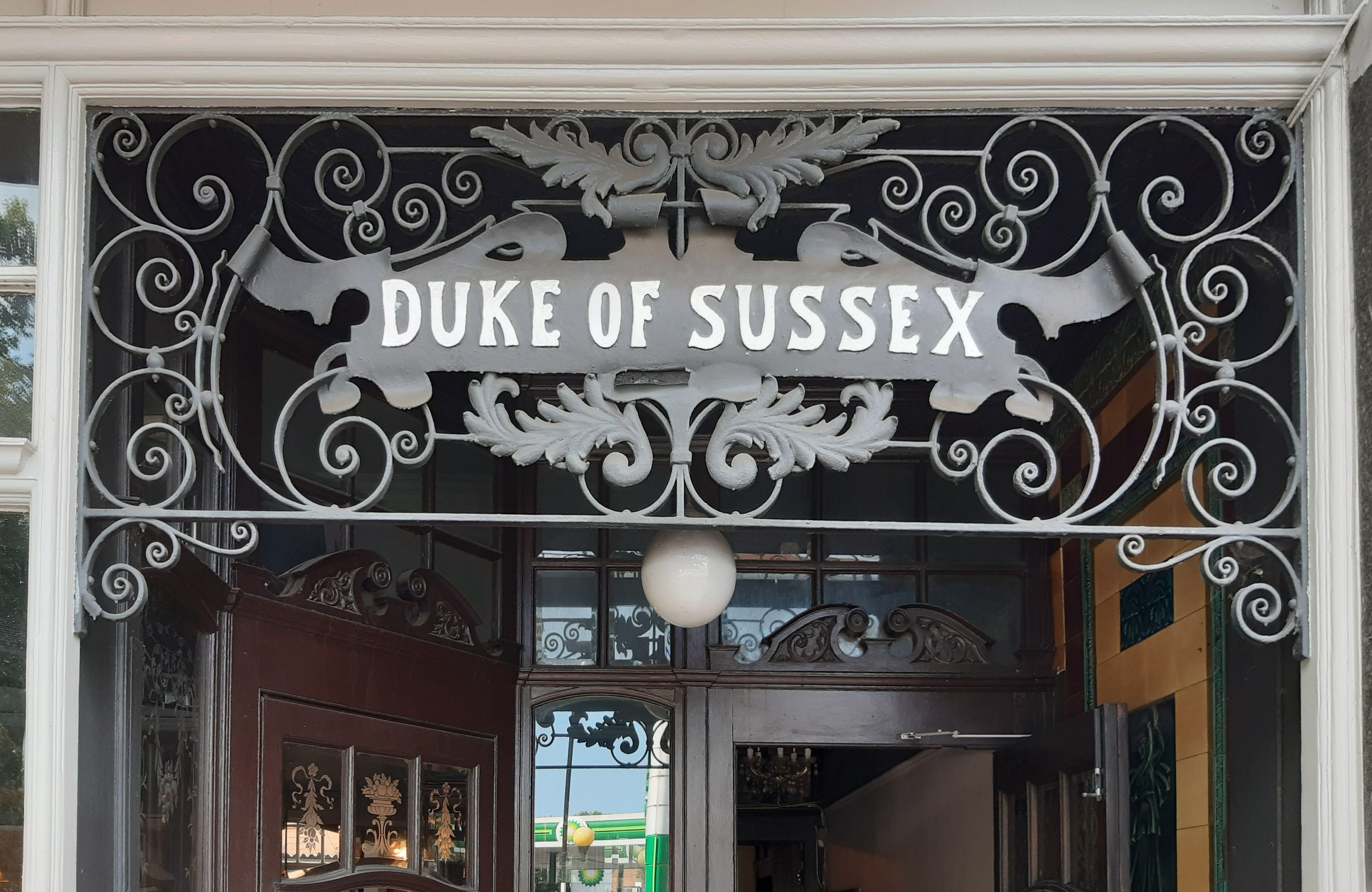
Herrajes ornamentales

### Otro
En la esquina de Bollo Lane, que marca el límite occidental de la zona, y Montgomery Road se encuentra Bollo, un gastropub . Se inauguró poco después de 1900 como "The Railway Hotel", y cuenta con una pintura de una locomotora de ferrocarril en la pared exterior. Luego se convirtió sucesivamente en 'La Taberna del Ferrocarril', 'El Kipper Naranja' (1988), 'La Casa Bollo' y finalmente el Bollo. 

En la esquina de Evershed Walk y Acton Lane se encuentra The Swan, inaugurado en 1871 por Phoenix Brewery de Latimer Road, en lo que había sido una cervecería propiedad de James Brown. Su exterior apareció en una comedia televisiva de los años 80.  La guía de Harden lo describe como un "precioso pub con paneles" con un atractivo jardín que sirve buena comida. 

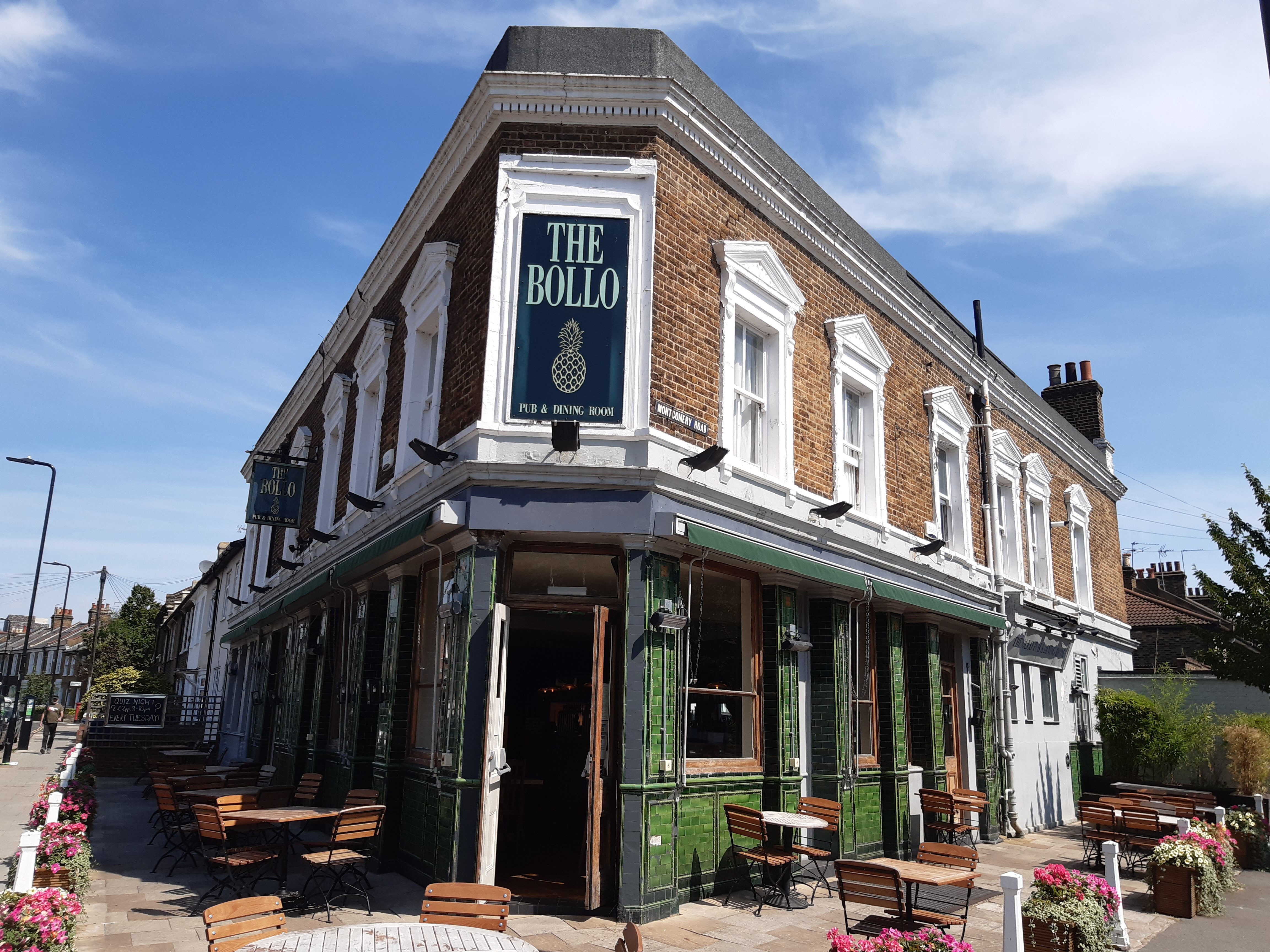
El Bollo, Calle Bollo
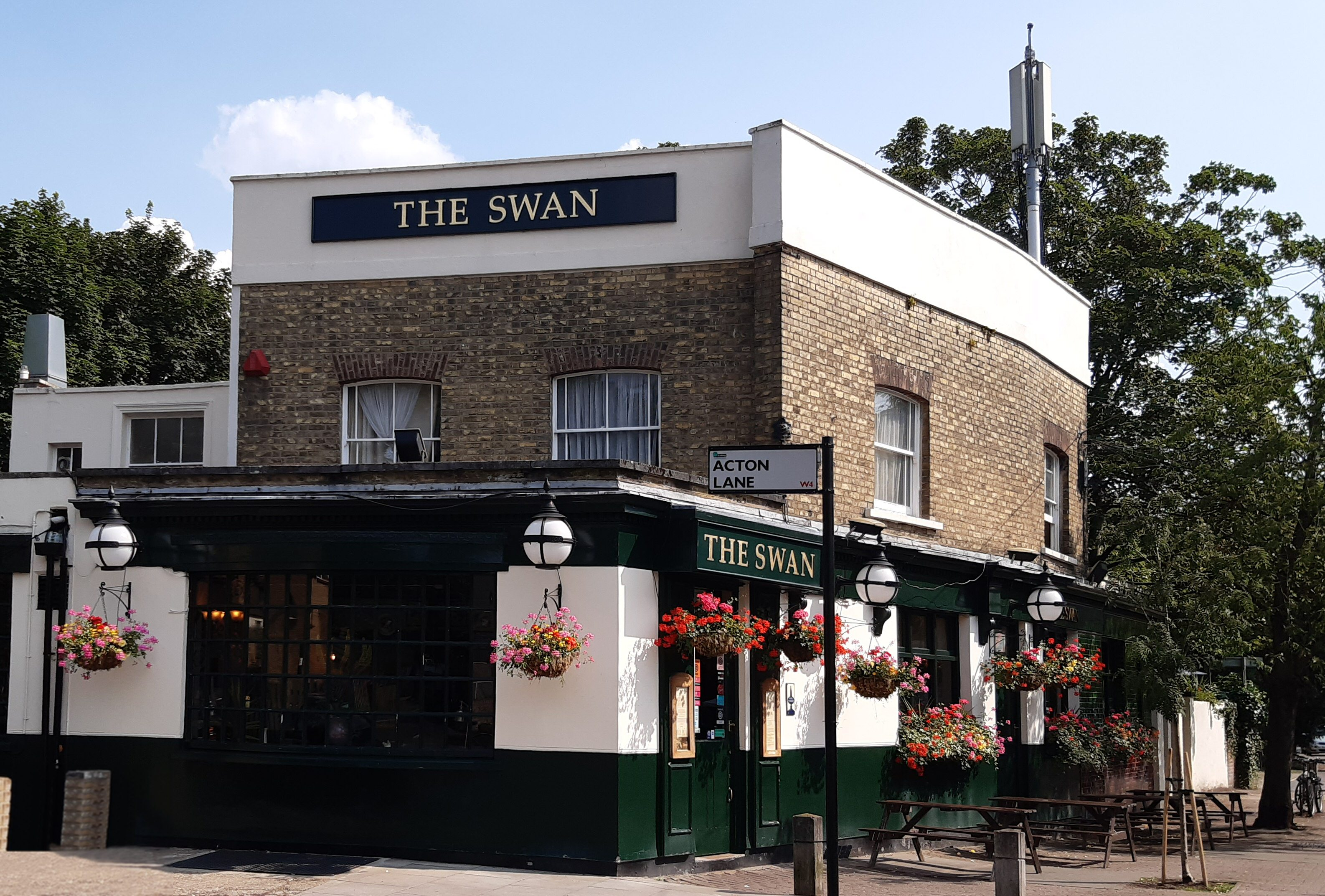
El cisne, Acton Lane

## Transporte
La estación de metro Chiswick Park de la línea District y la estación de metro Turnham Green de las líneas District y Picadilly se encuentran en los extremos occidental y oriental de Acton Green common.
South Acton es la estación de National Rail más cercana y está en la línea North London. La estación de tren de Chiswick es la más cercana a los servicios hacia London Waterloo.
La ruta 94 de London Buses a Piccadilly Circus termina en la esquina noroeste de Acton Green. 